# Copa de Naciones del Golfo de 1970
La Copa de Naciones del Golfo de 1970 (en árabe: كأس الخليج العربي‎) fue la primera edición del torneo de fútbol a nivel de selecciones nacionales de las monarquías del Golfo y que contó con la participación de 4 selecciones de la región.
Kuwait fue el campeón luego de ser el que hizo más puntos en el torneo celebrado en Manama, Baréin.

## Resultados
| País           | J | G | E | P | GF | GC | GD | Pts |
| -------------- | - | - | - | - | -- | -- | -- | --- |
| Kuwait         | 3 | 3 | 0 | 0 | 10 | 4  | +6 | 6   |
| Baréin         | 3 | 1 | 1 | 1 | 3  | 4  | -1 | 3   |
| Arabia Saudita | 3 | 0 | 2 | 1 | 2  | 4  | -2 | 2   |
| Catar          | 3 | 0 | 1 | 2 | 4  | 7  | -3 | 1   |

| Equipo 1       | Resultado | Equipo 2       |
| -------------- | --------- | -------------- |
| Baréin         | 2-1       | Catar          |
| Kuwait         | 3-1       | Arabia Saudita |
| Catar          | 2-4       | Kuwait         |
| Baréin         | 0-0       | Arabia Saudita |
| Arabia Saudita | 1-1       | Catar          |
| Kuwait         | 3-1       | Baréin         |

## Campeón
| Copa de Naciones del Golfo 1970 |
| ------------------------------- |
| Bandera de Kuwait               |
| Kuwait 1º Título                |